# Kashiba
Kashiba (japanisch 香芝市 Kashibashi) ist eine kreisfreie Stadt (-shi) in der Präfektur (-ken) Nara in Japan.

## Geographie
Kashiba liegt südwestlich von Nara und südöstlich von Osaka.

## Geschichte
Die Gemeinde Kashiba wurde am 1. Oktober 1991 zur Stadt.

## Verkehr
- Straße
  - Nishimehan-Autobahn
  - Nationalstraße 165,168
- Zug
  - JR-West-Wakayama-Linie

## Söhne und Töchter der Stadt
- Nishimura Eiichi (1904–1971), Politiker
- Seigō Narazaki (* 1976), Fußballspieler

## Angrenzende Städte und Gemeinden
- Yamatotakada
- Katsuragi
- Habikino
- Kashiwara